# سليمة جبراني
سليمة جبراني (مواليد 25 فبراير 1997) هي لاعبة كرة قدم تونسية تلعب كحارسة مرمى في نادي الرياض السعودي ومنتخب تونس للسيدات.

## المسيرة مع الأندية
لعبت جبراني مع الجمعية النسائية بسوسة في تونس.
في ديسمبر 2021، انتقلت إلى تركيا وانضمت إلى نادي فاتح وطن سبور في الدوري التركي الممتاز لكرة القدم للسيدات.

## المسيرة الدولية
لعبت جبراني مع المنتخب التونسي على المستوى الدولي، وشاركت في الفوز الودي 2–1 على الأردن في 10 يونيو 2021.

## وصلات خارجية
- Soulayma Jebrani  على فيسبوك.
- Soulayma Jebrani على إنستغرام